# Brădeni
Brădeni es una comuna ubicada en el distrito de Sibiu, Rumania.

## Superficie
Posee una superficie de 81,42 kilómetros cuadrados.

## Demografía
Hasta 2021 la población era de 1368 habitantes, con una densidad de población de 16,80 habitantes por kilómetro cuadrado.